# Alexis Ier de Trébizonde
Pour les articles homonymes, voir Alexis Ier.
Alexis Ier le Grand ou Alexis Ier Grand Comnène (en grec : Αλέξιος Αʹ Μέγας Κομνηνός, Alexios I Megas Komnēnos ; né vers 1182 et mort le 1er février 1222) est le premier empereur de Trébizonde (1204-1222).

## Formation de l'empire
Fils de Manuel Comnène et petit-fils par son père d'une tante anonyme de la reine Tamar de Géorgie, il est également le petit-fils de l'empereur byzantin Andronic Ier. Celui-ci est détrôné et tué en 1185, et les yeux de son fils sont crevés, entraînant peut-être sa mort. Son épouse s'enfuit en Géorgie ou sur la côte sud de la mer Noire.
Un mois avant la chute de Constantinople, en 1204, Alexis occupe Trébizonde à la tête d'un contingent géorgien fourni par sa parente, la reine Tamar de Géorgie. Les Comnènes étaient populaires sur la côte de la mer Noire, étant originaires de cette région et y ayant conservé de solides racines. Trébizonde, Sinope et Oinaion se déclarent pour Alexis, qui reste prudemment aux abords de sa nouvelle capitale ; mais son frère David, aidé par les Géorgiens et des mercenaires, se rend maître du Pont et de la Paphlagonie, dont Kastamonu, prétendument ville d'origine de la famille Comnène. Les conquêtes de David s'étendent jusqu'à Héraclée du Pont, en Bithynie.
Alexis prend le titre d'empereur des Romains le 25 avril 1204, ainsi que peut-être celui de « Grand Comnène » (Megas Komnenos), mais cette appellation n'apparaît qu'à partir des Annales de Georges Acropolite. Son empire s'étend d'Héraclée du Pont à l'ouest jusqu'à Trébizonde elle-même et Soterioupolis, sur la frontière géorgienne. Alexis étend également son autorité sur une partie de la Crimée, qui doit lui payer tribut ; Cherson, Kertch et les terres attenantes forment une province d'outre-mer appelée Perateia (« au-delà de la mer »). La prise de Sinope par les Seldjoukides en 1214 isole Trébizonde de l'Empire de Nicée, et la politique étrangère de l'empire se focalise dès lors sur les relations avec la Géorgie, le sultanat d'Iconium, les grands ports d'Italie et les petits émirats d'Erzurum et Erzincan.
Les Comnènes doivent faire face à plusieurs dangers. Outre l'Empire de Nicée fondé par Théodore Ier Lascaris, la ville d'Amisous, gouvernée par Sabbas Asidenos, forme une enclave dans le territoire de Trébizonde et coupe son accès à la mer Noire. Théodore Mancaphas le Fou tient Philadelphie. Manuel Maurozomes s'assure de sa sécurité sur le Méandre en donnant sa fille en mariage à Kay Khusrau, sultan d'Iconium et souverain de la majeure partie de l'Asie Mineure. Le lointain royaume arménien de Cilicie et la colonie arménienne de Troade ne sont pas des menaces. Alexis est allié à la Géorgie. Le traité par lequel les conquérants latins de Constantinople ont partagé l'empire assignait la plus grande partie du nouvel état trapézontin (Paphlagonie, Oinaion, Amisous et Sinope) à l'empereur latin.

## Guerres contre les Seldjoukides et Nicée
Théodore Lascaris ne tarde pas à balayer Théodore le Fou et Sabbas, tandis que les Latins, après avoir tenté de conquérir une partie des territoires à eux alloués, se retrouvent aux prises en Europe avec les Bulgares. Avec eux partent les Arméniens de Troade : seuls restent Lascaris, qui s'est couronné lui-même empereur en 1208, et les Seldjoukides, pour menacer le jeune empire. Kay Khusrau Ier, le nouveau sultan d'Iconium, assiège Trébizonde en 1205 ou 1206.
David provoque Lascaris en envoyant son général Synadenos occuper Nicomédie, ville revendiquée par l'empire de Nicée. Synadenos est rapidement repoussé par Lascaris, qui mène ses troupes à travers un col difficile et montre l'exemple en abattant lui-même les arbres qui entravent sa marche. Synadenos est capturé, et David doit reconnaître Héraclée comme limite occidentale de son empire. Lascaris menace de le faire reculer plus encore, et David appelle les Latins à l'aide. L'empereur de Nicée occupe le district frontalier de Plousias et n'est empêché de prendre Héraclée que par les Latins de Thierry de Loos, qui reprennent Nicomédie. Mais ceux-ci se retirent vite, devant faire face à une nouvelle invasion bulgare en Thrace. David propose alors à l'empereur latin de Constantinople de devenir son vassal dans les traités passés avec Lascaris, et de considérer son pays comme un territoire latin ; il préfère une suzeraineté latine nominale à une annexion pure et simple par l'empereur de Nicée. Ayant ainsi assuré sa position, il traverse le Sangarios avec un corps de trois cents auxiliaires francs et ravage les villages sujets de Lascaris. David se retire ensuite, mais les Francs, avançant imprudemment dans les collines, sont attaqués par surprise par Andronic Gidos, un général de Lascaris, et presque réduits à néant.
En 1214, le nouveau sultan de Rum, Kay Kâwus Ier, s'empare de Sinope et impose tribut et service militaire à Alexis. La perte de Sinope ramène la frontière occidentale de Trébizonde aux fleuves Iris et Thermodon, à 250 kilomètres à peine de sa capitale. L'empire s'étend sur 170 kilomètres à l'est, jusqu'à la frontière géorgienne à Soterioupolis. Trébizonde est alors considérée comme inexpugnable, et son empire possède un sol fertile. Dans son panégyrique, Jean Eugénikos l'appelle « la prunelle des yeux de toute l'Asie », et ses habitants la croient spécialement protégée par saint Eugène de Trébizonde.
Alexis meurt âgé de 40 ans le 1er février 1222, après un règne de dix-huit ans. Ce n'est pas son fils aîné qui lui succède, mais son beau-fils Andronic Ier.

## Famille

### Epouse et descendance
Alexis épouse Théodora Axouchina, une noble trapézontine. Il a deux fils, les futurs Jean Ier et Manuel Ier, et une fille, qui épouse Andronic Ier Gidos.